# Lobos de la Universidad Latina de México
El club Lobos de la Universidad Latina de México es un equipo de fútbol de Celaya, Guanajuato que participa en la Serie A de la Segunda División de México.

## Historia
El 12 de marzo de 2021 se firmó un convenio entre el Club Celaya y la Universidad Latina de México (ULM) con el objetivo de establecer una escuadra que tomara parte de la Segunda División a partir de la temporada 2021-2022, para ello se decidió utilizar la franquicia que los toros habían mantenido en esta categoría, este equipo sería administrado por la institución educativa por lo que llevaría el nombre y colores universitarios, sin embargo, estaría afiliado al Celaya, que como parte del acuerdo aportaría a los futbolistas, el estadio, las instalaciones de entrenamiento y el cuerpo técnico para los Lobos. También se mencionó que el equipo desarrollaría una política de formación deportiva y educativa, por lo que los jugadores podrían acceder a formación universitaria mientras forman parte del equipo representativo de la universidad.
En el mes de abril la ULM presentó el proyecto para construir un estadio propio, el cual servirá para la celebración de partidos de fútbol y americano el cual tendrá una capacidad para albergar a 1,200 espectadores, diseñado especialmente para el equipo de fútbol americano que juega en la ONEFA, aunque con la posibilidad de convertirse en cancha alterna para la escuadra de balompié.
El 30 de julio de 2021 se confirmó la participación de los Lobos en la Serie A de México, siendo colocados en el Grupo 2 de la categoría. Después del anuncio de su participación, la escuadra dio a conocer a sus primeros jugadores: Alejandro Padua, Ricardo Chávez, Rafael Rodea y Rogelio Calixto, además de confirmar a Rowan Vargas como el entrenador del equipo para su primera temporada.
Los Lobos ULMX debutaron de manera oficial el 19 de septiembre de 2021 empatando a cero goles ante el Club Sporting Canamy. Durante sus primeros dos torneos el equipo tuvo un papel discreto en la liga y no logró clasificarse para la liguilla. 
Para la temporada 2022-23 el equipo se vio beneficiado con el regreso de la liguilla de filiales, una fase final especial para aquellos equipos que no cuentan con derecho al ascenso de categoría por formar parte de la estructura deportiva de un club que milita en la Liga MX o en la Liga de Expansión. En su primer torneo bajo el nuevo formato los Lobos ULMX alcanzaron las semifinales de filiales, en donde cayeron eliminados por los Tuzos del Pachuca. Para el Clausura 2023 el equipo celayense alcanzó la final de filiales de la Serie A por primera ocasión, sin embargo, en esa instancia los Lobos fueron derrotados de nueva cuenta por el Pachuca, escuadra que consiguió el bicampeonato de filiales de la categoría.
Debido a los problemas institucionales del Club Celaya, en junio de 2025 la directiva de los Lobos ULMX adquirió su propia franquicia en la Liga Premier, de esa forma el equipo universitario dejó de ser considerado como un equipo filial de los Toros del Celaya, pasando a convertirse en un miembro de pleno derecho de la Serie A de México, contando con la posibilidad de promocionar de categoría en caso de que el equipo cumpla con los requisitos solicitados por la Liga de Expansión, lo que también significó asegurar la continuidad del fútbol profesional en Celaya.

## Estadio
El club Lobos de la ULMX disputa sus partidos como local en el Estadio Miguel Alemán Valdés, el recinto deportivo más importante de la ciudad de Celaya, el estadio tiene una capacidad para 23,182 espectadores, inaugurado en 1954 y remodelado por última vez en 2016. El equipo tiene derecho a disputar sus partidos en este recinto al tener condición de equipo filial del Club Celaya.

## Temporadas
| Temporada     | División          | Posición                             |
| ------------- | ----------------- | ------------------------------------ |
| Apertura 2021 | 3.Segunda Serie A | 9°. Grupo II                         |
| Clausura 2022 | 3.Segunda Serie A | 9°. Grupo II                         |
| Apertura 2022 | 3.Segunda Serie A | 7°. Grupo II (Semifinales Filiales)  |
| Clausura 2023 | 3.Segunda Serie A | 5°. Grupo II (Subcampeón Filiales)   |
| 2023/2024     | 3.Segunda Serie A | 13°. Grupo II                        |
| Apertura 2024 | 3.Segunda Serie A | 10°. Grupo II (Semifinales Filiales) |
| Clausura 2025 | 3.Segunda Serie A | 7°. Grupo II (Semifinales Filiales)  |